# Agustí Vehí i Castelló
Agustí Vehí i Castelló (Figueres, 18 de desembre de 1958 - Figueres, 20 de març de 2013) fou un policia i escriptor català. Llicenciat i doctor en Història per la Universitat Autònoma de Barcelona, va compaginar la seva tasca professional com a sotsinspector a la Guàrdia Urbana de Figueres, on va ingressar l'any 1982, amb la recerca, la docència universitària i els estudis d'especialització. Va escriure llibres d'història moderna i de divulgació i també novel·les negres ambientades a l'Empordà. És pare de Mireia Vehí.

## Premis
- Premi Ferran Canyameres 2009 per Abans del silenci.[5]
- Crims de Tinta 2011 per Quan la nit mata el dia.[6]

## Novel·les
- Abans del silenci (Pagès Editors, 2009), guanyadora del Premi Ferran Canyameres 2009
- Ginesta pels morts. Un blues empordanès (Mare Nostrum, 2010).[7]
- Quan la nit mata el dia (La Magrana, 2011), guanyadora del Premi Crims de Tinta 2011
- Torn de nit (Alrevés Editorial, crims.cat, 2012)
- Remor de serps (Alrevés Editorial, crims.cat, 2013)

En una entrevista Agustí Vehí va expressar que totes les seves novel·les tenen un trets en comú: es parla sempre de policia pública, amb el paper de la Història com a rerefons, sovint l'Empordà com a escenari i l'humor.

## Premi Memorial Agustí Vehí
Des de l'any 2014 l'associació cultural En Negre, amb l'objectiu de promoure la creació de novel·la negra en llengua catalana i en memòria de l'escriptor Agustí Vehí, atorga el Premi Memorial Agustí Vehí. El lliurament del premi es fa a Tiana Negra, un dels festivals literaris més destacats del gènere negre ideat per Sebastià Bennasar.